# Каратіву-11
Грама Ніладхарі Каратіву-11 (№ 42D) — Грама Ніладхарі підрозділу ОС Каратіву, округ Ампара, Східна провінція, Шрі-Ланка.

## Демографія
| Населення (2007) | Населення (2007) | Населення (2007) | Населення (2007) | Населення (2007) |
| Населення        | Чоловіки         | Жінки            | Діти             | Дорослі          |
| ---------------- | ---------------- | ---------------- | ---------------- | ---------------- |
| 1317             | 633              | 684              | 490              | 827              |